# Procrateria
Procrateria is een geslacht van vlinders van de familie Uilen (Noctuidae).

## Soorten
- P. basifascia Pinhey, 1968
- P. malagassa Viette, 1961
- P. melanoleuca Hampson, 1910
- P. noloides Hampson, 1905
- P. pterota Hampson, 1909